# Nazionale maschile di hockey su ghiaccio della Bielorussia
La nazionale di hockey su ghiaccio maschile della Bielorussia (Нацыянальная зборная каманда Беларусі па хакеі з шайбай) nel 2011 era l'11ª nazionale al mondo per importanza nel ranking IIHF. Nata nel 1992, in precedenza i suoi atleti facevano parte della Nazionale di hockey su ghiaccio maschile dell'Unione Sovietica.
Il risultato di maggior prestigio nella breve storia della nazionale bielorussa è il quarto posto ai Giochi olimpici di Salt Lake City 2002. Ha anche partecipato a 12 edizioni del campionato del mondo, ottenendo come massimo piazzamento il 6º posto.
Il paese può contare su 2.850 praticanti, pari allo 0,02% della popolazione.

## Risultati

### Campionati del mondo
| Edizione | Sede                              | Piazzamento                                               |        |
| -------- | --------------------------------- | --------------------------------------------------------- | ------ |
| 1992     |                                   | n/d                                                       |        |
| 1993     |                                   | n/d                                                       |        |
| 1994     | Spišská Nová Ves e Poprad         | 22º posto (2º posto nel Gruppo C1)                        | roster |
| 1995     | Sofia                             | 21º posto (1º posto nel Gruppo C1)                        | roster |
| 1996     | Eindhoven                         | 15º posto (3º posto nel Gruppo B)                         | roster |
| 1997     | Katowice                          | 13º posto (1º posto nel Gruppo B)                         | roster |
| 1998     | Zurigo e Basilea                  | 8º posto                                                  | roster |
| 1999     | Oslo, Hamar e Lillehammer         | 9º posto                                                  | roster |
| 2000     | San Pietroburgo                   | 9º posto                                                  | roster |
| 2001     | Colonia, Norimberga e Hannover    | 14º posto                                                 | roster |
| 2002     | Eindhoven                         | 17º posto (1º posto nella I divisione - Gruppo A)         | roster |
| 2003     | Helsinki, Tampere e Turku         | 14º posto                                                 | roster |
| 2004     | Oslo                              | 18º posto (1º posto nella I divisione - Gruppo A)         | roster |
| 2005     | Vienna e Innsbruck                | 10º posto                                                 | roster |
| 2006     | Riga                              | 6º posto                                                  | roster |
| 2007     | Mosca e Mytišči                   | 11º posto                                                 | roster |
| 2008     | Québec e Halifax                  | 9º posto                                                  | roster |
| 2009     | Berna e Kloten                    | 8º posto                                                  | roster |
| 2010     | Colonia, Mannheim e Gelsenkirchen | 10º posto                                                 | roster |
| 2011     | Bratislava e Košice               | 14º posto                                                 | roster |
| 2012     | Helsinki e Stoccolma              | 14º posto                                                 | roster |
| 2013     | Stoccolma e Helsinki              | 14º posto                                                 | roster |
| 2014     | Minsk                             | 7º posto                                                  | roster |
| 2015     | Praga e Ostrava                   | 7º posto                                                  | roster |
| 2016     | Mosca e San Pietroburgo           | 12º posto                                                 | roster |
| 2017     | Colonia e Parigi                  | 13º posto                                                 | roster |
| 2018     | Copenaghen e Herning              | 15º posto                                                 | roster |
| 2019     | Astana                            | 18º posto (2º posto nella I divisione - Gruppo A)         | roster |
| 2020     |                                   | Competizioni annullate a causa della pandemia di COVID-19 |        |
| 2021     | Riga                              | 15º posto                                                 | roster |

### Olimpiadi
| Edizione | Sede           | Piazzamento |        |
| -------- | -------------- | ----------- | ------ |
| 1994     | Lillehammer    | n/d         |        |
| 1998     | Nagano         | 7º posto    | roster |
| 2002     | Salt Lake City | 4º posto    | roster |
| 2006     | Torino         | n/d         |        |
| 2010     | Vancouver      | n/d         |        |
| 2014     | Soči           | n/d         |        |